# Заозер'я (Приморський район)
Заозер'я (рос. Заозерье) — присілок в Приморському районі Архангельської області Російської Федерації.
Населення становить 26 осіб. Входить до складу муніципального утворення Лисестровське поселення.

## Історія
Від 2004 року входить до складу муніципального утворення Лисестровське поселення.

## Населення
| 2002 | 2010 | 2012 |
| ---- | ---- | ---- |
| 20   | ↘9   | ↗26  |